# Paralelo 73 N
O Paralelo 73N é um paralelo no 73° grau a norte do plano equatorial terrestre.

## Dimensões
Conforme o sistema geodésico WGS 84, no nível de latitude 73° N, um grau de longitude equivale a 32,65 km; a extensão total do paralelo é portanto 11.753 km, cerca de 29,33 % da extensão do Equador, da qual esse paralelo dista 8.104 km, distando 1.898 km do polo norte.

## Cruzamentos
| País, território ou mar       | Notas                                                               |
| ----------------------------- | ------------------------------------------------------------------- |
| Oceano Ártico                 | Mar da Groenlândia Mar da Noruega Mar de Barents                    |
| Rússia                        | Ilha Yuzhny do arquipélago Nova Zembla                              |
| Oceano Ártico                 | Mar de Kara                                                         |
| Rússia                        | Ilha Bely                                                           |
| Oceano Ártico                 | Estreito Malygina Golfo de Ob                                       |
| Rússia                        | Ilha Shokalsky                                                      |
| Oceano Ártico                 | Mar de Kara                                                         |
| Rússia                        | Ilha Sibiryakov                                                     |
| Oceano Ártico                 | Mar de Kara                                                         |
| Rússia                        | Krai de Krasnoiarsk                                                 |
| Oceano Ártico                 | Golfo Olenyok, Mar de Laptev                                        |
| Rússia                        | Delta do Rio Lena                                                   |
| Oceano Ártico                 | Mar de Laptev Mar Siberiano Oriental Mar de Chukchi Mar de Beaufort |
| Canadá                        | Ilha Banks, Territórios do Noroeste                                 |
| Estreito do Príncipe de Gales |                                                                     |
| Canadá                        | Ilha Victoria, Territórios do Noroeste                              |
| Canal de Parry                |                                                                     |
| Canadá                        | Ilha Victoria, Territórios do Noroeste                              |
| Hadley Bay                    |                                                                     |
| Canadá                        | Ilha Victoria, Nunavut Ilha Stefansson, Nunavut                     |
| Canal M'Clintock              |                                                                     |
| Canadá                        | Ilha do Príncipe de Gales, Nunavut                                  |
| Baía Ommanney                 |                                                                     |
| Canadá                        | Ilha do Príncipe de Gales, Nunavut Ilha Prescott, Nunavut           |
| Enseada Peel                  |                                                                     |
| Canadá                        | Ilha Somerset, Nunavut                                              |
| Enseada Prince Regent         |                                                                     |
| Canadá                        | Ilha de Baffin, Nunavut                                             |
| Enseada Admiralty             |                                                                     |
| Canadá                        | Ilha de Baffin, Nunavut                                             |
| Enseada Navy Board            |                                                                     |
| Canadá                        | Ilha de Bylot, Nunavut                                              |
| Baía de Baffin                |                                                                     |
| Gronelândia                   | Ilha principal e Ilha da Geographical Society                       |
| Oceano Ártico                 | Mar da Groenlândia Mar da Noruega                                   |